# Intef III
Intef III var en farao av Egyptens elfte dynasti.
Han regerade 2000-talet f.Kr.